# Jimmy Halperin
Jimmy Halperin (* 1958 in Queens, New York City) ist ein US-amerikanischer Saxophonist (Tenor- und Sopransaxophon) und Komponist des Avantgarde Jazz und der neuen Improvisationsmusik.

## Leben
Jimmy Halperin beschäftigt sich seit den 1970er-Jahren mit der Musik von Lennie Tristano; er hatte in seinen frühen Jahren Unterricht bei Tristano selbst und bei Sal Mosca. Erste Aufnahmen entstanden, als Halperin im März 1986 im Warne Marsh Quintett spielte (Back Home auf Criss Cross). Seit 1982 arbeitete Halperin mit dem Bassisten Dominic Duval zusammen; erste gemeinsame Aufnahmen entstanden jedoch erst 2003.
Im Jahr 1997 nahm Halperin ein erstes Album unter eigenem Namen auf dem Label Zinnia auf: ein Tristano gewidmetes Duett mit Sal Mosca (Psalm). 1998 war er Mitglied im Thomas Andersen Quintett (NOR Records), 2001 nahm er im Trio mit dem Bassisten Don Messina und dem Schlagzeuger Bill Chattin für Cadence Jazz Records auf. Außerdem arbeitete Halperin in dieser Zeit bei CIMP als Sessionmusiker mit Duval und Jay Rosen zusammen.
Erst 2003 entstand daraus eine engere Zusammenarbeit, die in das CIMP-Album Joy and Gravitas mündete, die Interpretationen von Jazz-Standards wie A Night in Tunisia, Love for Sale, My Funny Valentine, Don’t Explain, Naima und ’Round Midnight enthielt, gefolgt von dem Duo-Album Monkinus von Halperin und Duval auf dem Label CIMP. 2009 setzten Halperin und Duval die Beschäftigung mit der Musik Thelonious Monk fort mit dem Album Monk Dreams, das auf dem litauischen Label NoBusiness Records erschien. Im Juni 2009 traten auf dem Jazzfest Villach auf.
Außerdem arbeitete Halperin mit dem Pianisten Andreas Schmidt, mit Axel Hagens Stringproject und im Duo mit dem Gitarristen Joe Giglio.

## Diskographische Hinweise
- Jimmy Halperin/Sal Mosca: Psalm (Zinnia Records, 1997)
- Halperin/Messina/Chattin: Cycle Logical (Cadenc Jazz Records, 2001)
- Halperin/Duval/Rosen: Joy and Gravitas (COIMP, 2003)
- Halperin/Duval: Monkinus (CIMP, 2005)
- Halperin/Duval: Monk Dreams ('NoBusiness Records, 2009)
- Lennie Tristano Centennial Project: Live at Berklee (2014)[1]